# Чарногозьдзиці
Чарногозьдзиці (пол. Czarnogoździce, нім. Hohenwarte; until 1936: Zwornogoschütz) — село в Польщі, у гміні Крошниці Мілицького повіту Нижньосілезького воєводства.
Населення — 157 осіб (2011).
У 1975-1998 роках село належало до Вроцлавського воєводства.

## Демографія
Демографічна структура станом на 31 березня 2011 року:
|          | Загалом | Допрацездатний вік | Працездатний вік | Постпрацездатний вік |
| -------- | ------- | ------------------ | ---------------- | -------------------- |
| Чоловіки | 81      | 17                 | 57               | 7                    |
| Жінки    | 76      | 14                 | 49               | 13                   |
| Разом    | 157     | 31                 | 106              | 20                   |